# Studio 101
Studio 101 är ett radioprogram inriktat mot synthmusik på Radio AF 99,1 MHz i Lund.
Programmet grundades 1999 och kallades då för "Radio Activity" och var från början en del av Västgöta nations radiosändningar, men bytte sedan namn till Studio 101 då programmet började sändas i Radio AF, Lunds studentradio.